# The Life of Pablo
A The Life of Pablo Kanye West amerikai rapper és producer hetedik stúdióalbuma, amely 2016. február 14-én jelent meg a GOOD Music és a Def Jam Recordings kiadókon keresztül. 2013 és 2016 között vették fel az albumot, Olaszországban, Mexikóban, Kanadában és az Egyesült Államokban. West volt az album fő producere, de többen is közreműködtek rajta, az executive producerek Rick Rubin és Noah Goldstein voltak. Az albumon közreműködött Chance the Rapper, Kid Cudi, Desiigner, Rihanna, The Weeknd, Ty Dolla Sign, Post Malone, Kendrick Lamar, Sia, Vic Mensa, Chris Brown és Young Thug.
Az albumról több promóciós kislemez is megjelent, a Real Friends és a No More Parties in LA. A megjelenés előtti hónapokban a számlista többször is változott. 2016. február 11-én West bemutatta az album első verzióját a Yeezy Season 3 divatbemutatón, a Madison Square Gardenben. Több változtatást követően, az album megjelent a Tidal zeneszolgáltatón, három nappal később.
A hivatalos streaming bemutató után, a The Life of Pablot West továbbra is változtatta. 2016. április 1-én jelent meg az albumnak egy alternatív mixeket és más változtatásokat tartalmazó verziója, West weboldalán digitális letöltésként. 2016-ban három kislemez jelent meg az albumról: a Famous, a Father Stretch My Hands és a Fade. Az albumot méltatták a zenekritikusok, különösen kiemelve a darabos, befejezetlen kompozícióját. Több zenei magazin is 2016 legjobb albumai közé választotta.
A The Life of Pablot öt díjra jelölték a 2017-es Grammy-gálán, többek között a Legjobb rapalbum kategóriában. Annak ellenére, hogy az album csak a Tidalon jelent meg, a Billboard 200 első helyén debütált, amellyel az első album lett, amely főként streamingen keresztül érte el ezt a pozíciót. Duplaplatina minősítést kapott az Amerikai Hanglemezgyártók Szövetségétől (RIAA).

## Háttér
2013 novemberében West elkezdett dolgozni hetedik stúdióalbumán, amelynek a címe akkor So Help Me God volt és 2014-ben jelent volna meg. Q-Tip elmondta, hogy ő és Rick Rubin lesz az album producere. A korai felvételekből több kislemez is született, amely végül nem került fel az albumra, mint az All Day és az Only One Paul McCartneyval, illetve a FourFiveSeconds Rihanna és McCartney közreműködésével. 2015-ben West bejelentette, hogy az album új címe SWISH, de elmondta, hogy ez még változhat. 2016 januárjában elmondta, hogy a SWISH február 11-én fog megjelenni. 2016. január 26-án átnevezte az albumot Wavesre.
A Famous körül kisebb balhé alakult ki, amiért a dalszövegben többször is megemlítette Taylor Swiftet, akinek 2009-es beszédét West félbeszakította az MTV Video Music Awardson.
2016. február 9-én, napokkal a megjelenés előtt West megváltoztatta az album nevét The Life of Pablora. Február 11-én West először bemutatta az albumot a Madison Square Gardenben, a Yeezy Season 3 divatbemutatójának részeként. Ezt követően West elmondta, hogy még meg fogja változtatni a számlistát a hivatalos megjelenés előtt. Ezt követően elhalasztotta az album megjelenését, hogy befejezze a Waves című dal felvételét.

## Felvételek

### Első felvételek
A The Life of Pablot 2013 és 2016 között vették fel, a No More Parties in LA kivételével, amelyet West már 2010-ben elkezdett, a My Beautiful Dark Twisted Fantasy munkálatainak idején. Ty Dolla Sign azt mondta, hogy a dalszerzési folyamat és a felvételek Mexikóban történtek, 2014 szeptemberében, Paul McCartney és Rihanna közreműködésével. Pusha T és Consequence is elmondták, hogy kibékültek, hogy Westtel dolgozzanak új zenén.
2014 áprilisában, a Self-Titleddel készített interjúban Evian Christ elmondta, hogy ugyan West zeneileg nem mindig tiszta, de "érdekelte, hogy a zenei esztétika határait tágítsa és annyira avanttá, amennyire csak lehet." Christ azt mondta, hogy Westtel dolgozni "egy álom" és, hogy a kreatív szabadság tekintetében. "Egy tervrajz szerint akar dolgozni, a tervrajz pedig: ne készíts egy rap alapot. Bármit csak ne egy rap alapot." 2015 februárjában West elmondta, hogy az album 80%-a elkészült.
2015 márciusában, egy MTV-vel készített interjúban Big Sean elmondta, hogy több különböző helyen folytatták az album felvételeit, mint Mexikó és Hawaii. 2015 októberében Post Malone beszélt az albumról (a Fade-en közreműködött), azt mondva, hogy West egy "normális srác, mint én, és szuper király."
2016. január 27-én West kiadta a The Life of Pablo végső számlistáját Twitteren. Ezen korábban bejelentetlen közreműködők is szerepeltek: Earl Sweatshirt, The-Dream, Tyler, the Creator, The World Famous Tony Williams, Diddy, Danny!, ASAP Rocky, Kid Cudi, Lil Uzi Vert, Drake, Teyana Taylor, Zoë Kravitz, Bibi Bourelly, Doug E. Fresh, How to Dress Well és French Montana. Ezek mellett visszatértek gyakori producer társai: Mike Dean, Hudson Mohawke, Plain Pat, Vicious, Anthony Kilhoffer, A-Trak és Noah Goldstein.

### Megjelenés után
West a Tidal streaming szolgáltatón adta ki a The Life of Pablot, 2016. február 14-én, a Saturday Night Live-on való szereplését követően. A hivatalos megjelenést követően West folytatta az album módosítását és az albumot egy "élő, lélegző, változó, kreatív önkifejezés." Ugyan eredetileg az album Tidal-exklúzív lett volna, 2016 áprilisában több rivális szolgáltatón is kiadták. A The Life of Pablo kiadása előtt West azt írta Twitteren, hogy az album hiphop és gospel. A Big Boy Radioval készített interjúban a következőt mondta: "Mikor a stúdióban ültem Kirkkel, Kirk Franklinnel és csak így haladunk végig az albumon, azt mondtam ez egy gospel album, rohadt sok káromkodással, de még mindig egy gospel album." A The Life of Pablo, Tidal-exklúzív megjelenése után West azt mondta, hogy tervezte továbbra is módosítani az albumot. 2016. március 13-án, majdnem egy hónappal a megjelenés után West feltöltötte a Famous egy újradolgozott verzióját, változtatásokkal a keverésben és a dalszövegben. Három nappal később megváltoztatta az album számlistáját, a Wolves újragondolt verziójával, amelyen szerepelt Vic Mensa és Sia, illetve különválasztotta tőle a Frank’s Track című dalt, amelyen Frank Ocean énekelt. Március 30-án a The Life of Pablo átesett egy nagy átdolgozáson, West legalább 12 dalt megváltoztatott rajta. Új dalszövegek és új vokálok mellett a dalok nagy része újra lett keverve. A Def Jam azt mondta, hogy "az album új verziói folytatólagosan fognak megjelenni a következő hónapokban." Június 14-én hozzáadták az albumhoz a Saint Pablo című dalt, Sampha közreműködésével.
Jayson Greene (Pitchfork) azt kérdezte egy írásában, hogy "Milyen ponton fejeződik be a lemez, és ki hozza meg ezt a döntést?" és azt mondta, hogy "West azzal próbálkozik, hogy mennyire tudja elhúzni ezt most, úgy, ahogy azt még egy popsztár se próbálta meg korábban." Az Inverse szerint az album "korlátlanul zseniális." Több előadót is inspirált a The Life of Pablo utólagos változása, Future és Young Thug is követte a példát későbbi albumain. 2020 januárjában West elmagyarázta a változtatásokat: "Soha semmi nincs kész".

## Ranglisták
| Magazin                | Lista eredeti címe                              | Helyezés | For.   |
| ---------------------- | ----------------------------------------------- | -------- | ------ |
| The A.V. Club          | The A.V. Club’s Top 50 Albums of 2016           | 18       | [ 35 ] |
| Billboard              | Billboard’s 50 Best Albums of 2016              | 2        | [ 36 ] |
| Cleveland.com          | 100 Greatest Albums of the 2010s                | 97       | [ 37 ] |
| Complex                | The 50 Best Albums of 2016                      | 4        | [ 38 ] |
| Dazed                  | The 20 Best Albums of 2016                      | 5        | [ 39 ] |
| Digital Spy            | 20 Best Albums of 2016                          | 7        | [ 40 ] |
| Dummy                  | The 25 Best Albums of 2016                      | 1        | [ 41 ] |
| Entertainment Weekly   | Best Albums of 2016                             | 11       | [ 42 ] |
| Esquire                | The 30 Best Albums of 2016                      | 5        | [ 43 ] |
| Flood Magazine         | The Best Records of 2016                        | 8        | [ 44 ] |
| For the Win            | The 50 Best Albums of 2016                      | 9        | [ 45 ] |
| The Guardian           | Best Albums of 2016                             | 4        | [ 46 ] |
| HotNewHipHop           | Hottest 20 Albums of 2016                       | 2        | [ 47 ] |
| Idolator               | The 10 Best Albums of 2016                      | 3        | [ 48 ] |
| Juice                  | The Best International Rap Albums of 2016       | 1        | [ 49 ] |
| The Independent        | Best Albums of 2016                             | 10       | [ 50 ] |
| The Irish Times        | Top 10 Albums of 2016                           | 7        | [ 51 ] |
| Laut.de                | The Hip-Hop Albums of the Year                  | 2        | [ 52 ] |
| Les Inrockuptibles     | The 50 Best Albums of 2016                      | 6        | [ 53 ] |
| The New York Times     | The Best Albums of 2016 (Jon Caramanica’s list) | 1        | [ 54 ] |
| The New Zealand Herald | The 20 Best Albums of 2016                      | 4        | [ 55 ] |
| NME                    | NME’s Albums of the Year 2016                   | 2        | [ 56 ] |
| Paste                  | The 50 Best Albums of 2016                      | 11       | [ 57 ] |
| Pitchfork              | The 50 Best Albums of 2016                      | 5        | [ 58 ] |
| Pitchfork              | Pitchfork Readers’ Poll: Top 50 Albums of 2016  | 3        | [ 59 ] |
| Rap-Up                 | Rap-Up’s Best Albums of 2016                    | 2        | [ 60 ] |
| The Ringer             | The Best Albums of 2016                         | 4        | [ 61 ] |
| Rolling Stone          | 50 Best Albums of 2016                          | 8        | [ 62 ] |
| Slant Magazine         | The 25 Best Albums of 2016                      | 2        | [ 63 ] |
| Spectrum Culture       | Top 20 Albums of 2016                           | 20       | [ 64 ] |
| Spin                   | The 50 Best Albums of 2016                      | 13       | [ 65 ] |
| Splice Today           | Top 10 Records of 2016                          | 2        | [ 66 ] |
| Stereogum              | The 50 Best Albums of 2016                      | 9        | [ 67 ] |
| Time Out London        | The Best Albums of 2016                         | 1        | [ 68 ] |
| Uproxx                 | The 20 Best Albums of 2016                      | 10       | [ 69 ] |
| Us Weekly              | Best Albums of 2016                             | 5        | [ 70 ] |
| The Village Voice      | Pazz & Jop Critics Poll of 2016                 | 10       | [ 71 ] |
| Vulture                | The 15 Best Albums of 2016                      | 5        | [ 72 ] |
| The Wire               | Top 50 Releases of the Year                     | 13       | [ 73 ] |

## Díjak és jelölések
Az alábbi listán azon díjak és jelölések szerepelnek, amelyeknek köze volt a The Life of Pablo albumhoz, illetve az albumhoz kapcsolódó munkák voltak az adott díjra jelölve.
| Év   | Díjátadó                         | Díj                              | Jelölt/Munka                               | Eredmény | For.   |
| ---- | -------------------------------- | -------------------------------- | ------------------------------------------ | -------- | ------ |
| 2016 | BET Hip Hop Awards               | Az év albuma                     | The Life of Pablo                          | Jelölve  | [ 74 ] |
| 2016 | BET Hip Hop Awards               | Legjobb hiphop videó             | Famous (Rihanna közreműködésével)          | Jelölve  | [ 74 ] |
| 2016 | MTV Europe Music Awards          | Legjobb videó                    | Famous (Rihanna közreműködésével)          | Jelölve  | [ 75 ] |
| 2016 | MTV Video Music Awards           | Az év videója                    | Famous (Rihanna közreműködésével)          | Jelölve  | [ 76 ] |
| 2016 | MTV Video Music Awards           | Az év videója (férfi előadó)     | Famous (Rihanna közreműködésével)          | Jelölve  | [ 76 ] |
| 2016 | MTV Video Music Awards Japan     | Legjobb hiphop videó             | Famous (Rihanna közreműködésével)          | Jelölve  | [ 77 ] |
| 2016 | Soul Train Music Awards          | Az év videója                    | Fade                                       | Jelölve  | [ 78 ] |
| 2016 | Soul Train Music Awards          | Legjobb dance teljesítmény       | Fade                                       | Elnyerte | [ 78 ] |
| 2016 | Soul Train Music Awards          | Az év albuma                     | The Life of Pablo                          | Jelölve  | [ 78 ] |
| 2017 | ASCAP Rhythm & Soul Music Awards | Díjazott R&B/Hiphop dalok        | Father Stretch My Hands, Pt. 1             | Elnyerte | [ 79 ] |
| 2017 | ASCAP Rhythm & Soul Music Awards | Díjazott rap dalok               | Father Stretch My Hands, Pt. 1             | Elnyerte | [ 79 ] |
| 2017 | BMI R&B/Hip-Hop Awards           | Díjazott dalok                   | Father Stretch My Hands, Pt. 1             | Elnyerte | [ 80 ] |
| 2017 | Clio Awards                      | Innováció                        | The Life of Pablo Album Experience         | Elnyerte | [ 81 ] |
| 2017 | Clio Awards                      | Integrált kampány                | The Life of Pablo Album Experience         | Elnyerte | [ 82 ] |
| 2017 | Clio Awards                      | Divat: Események                 | YEEZY Season 3 & Premiere of Life of Pablo | Elnyerte | [ 83 ] |
| 2017 | Designs of the Year Awards       | Divat                            | The Life of Pablo boltok                   | Jelölve  | [ 84 ] |
| 2017 | Grammy-díj                       | Legjobb rap dal                  | Famous (Rihanna közreműködésével)          | Jelölve  | [ 85 ] |
| 2017 | Grammy-díj                       | Legjobb rap/ének együttműködés   | Famous (Rihanna közreműködésével)          | Jelölve  | [ 85 ] |
| 2017 | Grammy-díj                       | Legjobb rap/ének együttműködés   | Ultralight Beam                            | Jelölve  | [ 85 ] |
| 2017 | Grammy-díj                       | Legjobb rap dal                  | Ultralight Beam                            | Jelölve  | [ 85 ] |
| 2017 | Grammy-díj                       | Legjobb rapalbum                 | The Life of Pablo                          | Jelölve  | [ 85 ] |
| 2017 | MTV Video Music Awards           | Legjobb koreográfia              | Fade                                       | Elnyerte | [ 86 ] |
| 2017 | NME Awards                       | Legjobb videó                    | Fade                                       | Jelölve  | [ 87 ] |
| 2017 | NME Awards                       | Legjobb album                    | The Life of Pablo                          | Jelölve  | [ 87 ] |
| 2017 | UK Music Video Awards            | Legjobb nemzetközi dance         | Fade                                       | Jelölve  | [ 88 ] |
| 2017 | UK Music Video Awards            | Legjobb koreográfia egy videóban | Fade                                       | Elnyerte | [ 88 ] |

## Számlista
| The Life of Pablo | The Life of Pablo                         | The Life of Pablo | The Life of Pablo                                                                        | The Life of Pablo | The Life of Pablo | The Life of Pablo | The Life of Pablo | The Life of Pablo | The Life of Pablo |
|                   | Cím                                       | Szerző(k) | Producer(ek)                                                                             | Hossz             |                   |                   |                   |                   |                   |
| ----------------- | ----------------------------------------- | --- | ---------------------------------------------------------------------------------------- | ----------------- | ----------------- | ----------------- | ----------------- | ----------------- | ----------------- |
| 1.                | Ultralight Beam                           | Kanye West Michael Dean Kelly Price Terius Nash Nico Segal Kirk Franklin Kasseem Dean Chancelor Bennett Noah Goldstein Jerome Potter Samuel Griesemer Cydel Young Malik Jones Derek Watkins                                                                                                  | West Mike Dean Chance the Rapper Swizz Beatz Rick Rubin Watkins Plain Pat DJDS Goldstein | 5:20              |                   |                   |                   |                   |                   |
| 2.                | Father Stretch My Hands, Pt. 1            | West Scott Mescudi Rubin M. Dean Goldstein Leland Wayne Young Allen Ritter Potter Griesemer Bennett Jones T. L. Barrett | West M. Dean Rubin Metro Boomin DJDS Ritter Goldstein                                    | 2:15              |                   |                   |                   |                   |                   |
| 3.                | Pt. 2                                     | West Rubin Young Sidney Selby III Adnan Khan Caroline Shaw Pat Reynolds Barrett | West Menace Rubin Plain Pat Shaw                                                         | 2:10              |                   |                   |                   |                   |                   |
| 4.                | Famous                                    | West Kejuan Muchita Goldstein Ernest Brown Andrew Dawson M. Dean Bennett K. Dean Young Ross Birchard Reynolds Jones Jimmy Webb Winston Riley Luis Bacalov Enzo Vita Sergio Bardotti Giampiero Scalamogna                                                                                     | West Havoc Goldstein Charlie Heat Dawson Hudson Mohawke M. Dean Plain Pat                | 3:16              |                   |                   |                   |                   |                   |
| 5.                | Feedback                                  | West Brown Goldstein Young Darius Jenkins K. Rachel Mills Marcus Byrd Bennett Jones Ardalan Sarfaraz Manouchehr Cheshmazar | West Charlie Heat Goldstein                                                              | 2:27              |                   |                   |                   |                   |                   |
| 6.                | Low Lights                                | West M. Dean Potter Griesemer Sandy Rivera | West DJDS M. Dean                                                                        | 2:11              |                   |                   |                   |                   |                   |
| 7.                | Highlights                                | West M. Dean Tyler Bryant Joshua Luellen Reynolds Goldstein Nash Young Jeffery Williams M. Dean Greg Phillinganes Jamichael Hall Jones | West M. Dean Velous Southside Plain Pat Goldstein                                        | 3:19              |                   |                   |                   |                   |                   |
| 8.                | Freestyle 4                               | West M. Dean Young Selby III Birchard Potter Griesemer Goldstein Shaw Trevor Gureckis Jones Alison Goldfrapp Robert Locke Timothy Norfolk William Gregory | West Hudson Mohawke Goldstein M. Dean DJDS Shaw Gureckis                                 | 2:03              |                   |                   |                   |                   |                   |
| 9.                | I Love Kanye                              | West Jones | West                                                                                     | 0:44              |                   |                   |                   |                   |                   |
| 10.               | Waves                                     | West Christopher M. Brown Mescudi Young Tony Williams Elon Rutberg Birchard Watkins M. Dean Bennett Wayne Jones Brown Fred Brathwaithe Robin Diggs Kevin Ferguson Theodore Livingston Darryl Mason James Whipper                                                                             | West Charlie Heat Hudson Mohawke Metro Boomin M. Dean Anthony Kilhoffer                  | 3:01              |                   |                   |                   |                   |                   |
| 11.               | FML                                       | West Abel Tesfaye Young M. Dean Dawson Goldstein Wayne Brown Christian Boggs Jenkins Mills Byrd Birchard Jacques Webster Jones Lawrence Cassidy Vincent Cassidy Paul Wiggin | West Mitus Metro Boomin Goldstein M. Dean Hudson Mohawke Dawson                          | 3:56              |                   |                   |                   |                   |                   |
| 12.               | Real Friends                              | West Matthew Samuels Adam Feeney Muchita Darren King Young Glenda Proby Tyrone Griffin, Jr. M. Dean Goldstein Rupert Thomas Jones Jalil Hutchins Lawrence Smith | West Boi-1da Frank Dukes Havoc King M. Dean Goldstein Sevn Thomas                        | 4:11              |                   |                   |                   |                   |                   |
| 13.               | Wolves                                    | West Sia Furler Victor Mensah Magnus August Høiberg Alan Stanley Soucy Brinsmead Goldstein Rutberg Jones Freddy Wexler Young Ryan McDermott M. Dean Kirby Lauryen Reynolds Shaw | West Cashmere Cat Sinjin Hawke M. Dean Goldstein Shaw                                    | 5:01              |                   |                   |                   |                   |                   |
| 14.               | Frank’s Track                             | West Christopher Breaux Høiberg Brinsmead | West Cashmere Cat Sinjin Hawke                                                           | 0:38              |                   |                   |                   |                   |                   |
| 15.               | Siiiiiiiiilver Surffffeeeeer Intermission | Charly Wingate Karim Kharbouch | West                                                                                     | 0:56              |                   |                   |                   |                   |                   |
| 16.               | 30 Hours                                  | West Karriem Riggins M. Dean Aubrey Graham Charles Arthur Russell Cornell Haynes Jason Epperson Pharrell Williams Charles L. Brown Isaac Hayes | West Karriem Riggins M. Dean                                                             | 5:23              |                   |                   |                   |                   |                   |
| 17.               | No More Parties in LA                     | West Kendrick Duckworth Otis Jackson Jones John Watson Walter Morrison Herbert Rooney Ronald Bean Highleigh Crizoe Dennis Coles Larry Graham Tina Graham Sam Dees | West Madlib                                                                              | 6:14              |                   |                   |                   |                   |                   |
| 18.               | Facts (Charlie Heat Version)              | West Young Brown Goldstein Luellen Nicholas Smith A. Graham Wayne Nayvadius Wilburn | West Metro Boomin Southside Charlie Heat                                                 | 3:20              |                   |                   |                   |                   |                   |
| 19.               | Fade                                      | West Griffin, Jr. Austin Post Kilhoffer Benjamin Benstead M. Dean Ryan Vojtesak Potter Griesemer Goldstein Jones Norman Whitfield Eddie Holland Cornelius Grant Larry Heard Robert Owens Louie Vega Ronald Carroll Barbara Tucker Harold Matthews Stephen Garrett Rapture Stewart Eric Seats | West Kilhoffer Benji B M. Dean Charlie Handsome DJDS Goldstein                           | 3:13              |                   |                   |                   |                   |                   |
| 20.               | Saint Pablo                               | West Sampha Sisay M. Dean Ritter Shawn Carter Deric Angelettie Ronald Lawrence Whitfield | West M. Dean Ritter Goldstein                                                            | 6:12              |                   |                   |                   |                   |                   |
| 66:01             |                                           | |                                                                                          |                   |                   |                   |                   |                   |                   |

További vokálok
- Ultralight Beam: Chance the Rapper, Kirk Franklin, The-Dream, Kelly Price, Natalie Green és Samoria Green
- Father Stretch My Hands Pt. 1: Kid Cudi és Kelly Price
- Pt. 2: Desiigner és Caroline Shaw
- Famous: Rihanna és Swizz Beatz
- Highlights: Young Thug, The-Dream, El DeBarge és Kelly Price
- Freestyle 4: Desiigner
- Waves: Chris Brown és Kid Cudi
- FML: The Weeknd és Caroline Shaw
- Real Friends: Ty Dolla Sign
- Wolves: Vic Mensa, Sia és Caroline Shaw
- Frank’s Track: Frank Ocean
- Siiiiiiiiilver Surffffeeeeer Intermission: Max B és French Montana
- 30 Hours: André Benjamin
- No More Parties in LA: Kendrick Lamar
- Fade: Post Malone és Ty Dolla Sign
- Saint Pablo: Sampha

Feldolgozott dalok
- Father Stretch My Hands, Pt. 1: Father I Stretch My Hands, szerezte: Pastor T. L. Barrett, Youth for Christ.
- Pt. 2: Panda, szerezte: Sidney Selby III és Adnan Khan, előadta: Desiigner; Father I Stretch My Hands, szerezte: Pastor T. L. Barrett, Youth for Christ; effektek a Street Fighter II: The World Warrior videójátékból.
- Famous: Do What You Gotta Do, szerezte: Jimmy Webb, előadta: Nina Simone; Bam Bam, szerezte: Winston Riley, előadta: Sister Nancy; Mi Sono Svegliato E... Ho Chiuso Gli Occhi, szerezte: Luis Bacalov, Sergio Bardotti, Giampiero Scalamogna és Enzo Vita, előadta: Il Rovescio della Medaglia.
- Feedback: Talagh, szerezte: Ardalan Sarfaraz és Manouchehr Cheshmazar, előadta: Googoosh.
- Low Lights: So Alive (Acapella), szerezte: Sandy Rivera, előadta: Kings of Tomorrow.
- Freestyle 4: Human, szerezte: Alison Goldfrapp, Robert Locke, Timothy Norfolk és William Gregory, előadta: Goldfrapp.
- Waves: Fantastic Freaks at the Dixie, szerezte: Fred Bratwaithe, Robin Diggs, Kevin Ferguson, Theodore Livingston, Darryl Mason és James Whipper, előadta: Fantastic Freaks.
- FML: Hit, szerezte: Lawrence Cassidy, Vincent Cassidy és Paul Wiggin, előadta: Section 25.
- Real Friends: Friends, szerezte: Jalil Hutchins és Lawrence Smith, előadta: Whodini.
- Wolves: Walking Dub, eredetileg: Sugar Minott.
- 30 Hours: Answers Me, eredetileg: Arthur Russell; Hot in Herre, szerezte: Cornell Haynes, Pharrell Williams és Charles Brown, előadta: Nelly; EI, szerezte: Cornell Haynes és Jason Epperson, előadta: Nelly; Joy, eredetileg: Isaac Hayes.
- No More Parties in LA: Give Me My Love, eredetileg: Johnny Guitar: Watson; Suzie Thundertussy, eredetileg: Walter Junie: Morrison; Mighty Healthy, szerezte: Herbert Rooney, Ronald Bean, Highleigh Crizoe és Dennis Coles, előadta: Ghostface Killah; Stand Up and Shout About Love, szerezte: Larry Graham Jr., Tina Graham és Sam Dees, előadta: Larry Graham.
- Facts (Charlie Heat Version): Dirt and Grime, szerezte: Nicholas Smith, előadta: Father’s Children; Jumpman, szerezte: Aubrey Graham, Leland T. Wayne, és Nayvadius D. Wilburn, előadta: Drake és Future; tartalmaz elemeket a Street Fighter II: The World Warrior videójátékból.
- Fade: (I Know) I’m Losing You, szerezte: Eddie Holland, Norman Whitfield, és Cornelius Grant, előadta: Rare Earth; (I Know) I’m Losing You, szerezte: Eddie Holland, Norman Whitfield és Cornelius Grant, előadta: The Undisputed Truth; Mystery of Love, szerezte: Larry Heard és Robert Owens, előadta: Mr. Fingers; Deep Inside, szerezte: Louie Vega, előadta: Hardrive; I Get Lifted (The Underground Network Mix), szerezte: Louie Vega, Ronald Carroll, Barbara Tucker és Harold Matthews, előadta: Barbara Tucker; Rock the Boat, szerezte: Stephen Garrett, Rapture Stewart és Eric Seats, előadta: Aaliyah.
- Saint Pablo: Where I’m From, szerezte: Shawn Carter, Deric Angelettie, Ronald Lawrence és Norman Whitfield, előadta: Jay-Z.

## Közreműködő előadók
Háttérmunka
| - Andrew Dawson – hangmérnök (1–8, 10, 11, 13, 16–20) - Mike Dean – hangmérnök (1–8, 10, 11, 13, 16, 18–20), master (összes) - Noah Goldstein – hangmérnök (1–13, 16–20), keverés (9, 14, 15) - Anthony Kilhoffer – hangmérnök (1–8, 10, 11, 13, 16, 18–20) - Mike Malchicoff – hangmérnök (1, 7) - Nathaniel Alford – hangmérnök (7) - Dee Brown – hangmérnök (7) - Alex Tumay – hangmérnök (7) - Tom Kahre – hangmérnök (8, 10) - Ty Dolla Sign – hangmérnök (12) - French Montana – hangmérnök (15) | - MixedByAli – hangmérnök (17) - Manny Marroquin – keverés (1–8, 10–13, 16–20) - Kez Khou – keverés: asszisztens (7, 13) - Chris Galland – keverés: asszisztens (12, 17, 20) - Jeff Jackson – keverés: asszisztens (12, 17, 20) - Ike Schultz – keverés: asszisztens (12, 17, 20) - Kuk Harrell – Rihanna vokálproducere (4) - Zeke Mishanec – Swizz Beatz énekének felvétle (4) - Marcos Tovar – Rihanna énekének felvétle (4) - Shin Kamiyama – The Weeknd énekének felvétle (11) - Joe Balaguer – Rihanna énekének asszisztens (4) |

Zenészek
| - Mike Dean – billentyűk (1, 2, 7, 11, 12), basszusgitár (1), Moog modular (2), vocoder (16) - Donnie Trumpet – trombita (1) - Shanika Bereal – kórus (1) - Kenyon Dixon – kórus (1) - Aaron Encinas – kórus (1) - Crystal Lewis Ray – kórus (1) | - LaKesha Shantell – kórus (1) - Tiffany Stevenson – kórus (1) - Chavonne Stewart – kórus (1) - Rachel Whitlow – kórus (1) - George Young – kórus (1) - Greg Phillinganes – billentyűk (7) |

Design
| - Virgil Abloh – asszisztens kreatív igazgató - Peter De Potter – albumborító terv - DONDA – művészi igazgató - Joe Perez - Mark Seekings - Justin Saunders - Nate Brown | - Ryan Dwyer – fényképész - Sheniz H – modell - Kanye West – kreatív igazgató |

## Slágerlisták
| Év   | Slágerlista                            | Legmagasabb pozíció |
| ---- | -------------------------------------- | ------------------- |
| 2016 | Kanadai Albumok (Billboard)            | 6                   |
| 2016 | Dán Albumok (Hitlisten)                | 2                   |
| 2016 | Holland Albumok (Album Top 100)        | 8                   |
| 2016 | Finn Albumok (Suomen virallinen lista) | 5                   |
| 2016 | Ír Albumok (IRMA)                      | 8                   |
| 2016 | Norvég Albumok (VG-lista)              | 1                   |
| 2016 | Svéd Albumok (Sverigetopplistan)       | 2                   |
| 2016 | UK Albums (OCC)                        | 30                  |
| 2016 | US Billboard 200                       | 1                   |
| 2016 | US Top R&B/Hip-Hop Albums (Billboard)  | 2                   |
| 2019 | Kanadai Albumok (Billboard)            | 66                  |
| 2019 | Litván Albumok (AGATA)                 | 78                  |
| 2019 | US Billboard 200                       | 70                  |

| Év   | Slágerlista (2016)                    | Pozíció |
| ---- | ------------------------------------- | ------- |
| 2016 | Kanadai Albumok (Billboard)           | 40      |
| 2016 | Dán Albumok (Hitlisten)               | 12      |
| 2016 | Holland Albumok (Album Top 100)       | 72      |
| 2016 | Svéd Albumok (Sverigetopplistan)      | 55      |
| 2016 | US Billboard 200                      | 27      |
| 2016 | US Top R&B/Hip-Hop Albums (Billboard) | 88      |
| 2017 | Dán Albumok (Hitlisten)               | 39      |
| 2017 | US Billboard 200                      | 64      |
| 2017 | US Top R&B/Hip-Hop Albums (Billboard) | 48      |
| 2018 | Dán Albumok (Hitlisten)               | 89      |
| 2018 | US Billboard 200                      | 143     |

| Slágerlista (2010–2019) | Pozíció |
| ----------------------- | ------- |
| US Billboard 200        | 185     |

## Minősítések
| Régió                    | Minősítés  | Példányszám |
| ------------------------ | ---------- | ----------- |
| Dánia (IFPI Denmark)     | 2× Platina | 40,000      |
| Franciaország (SNEP)     | Arany      | 50,000      |
| Egyesült Királyság (BPI) | Arany      | 100,316     |
| Egyesült Államok (RIAA)  | 2× Platina | 2,000,000   |

## Kiadások
| Régió       | Dátum             | Kiadó            | Formátum                         | For.    |
| ----------- | ----------------- | ---------------- | -------------------------------- | ------- |
| Világszerte | 2016. február 14. | - GOOD - Def Jam | streaming (csak a Tidalon)       | [ 116 ] |
| Világszerte | 2016. április 1.  | - GOOD - Def Jam | - streaming - digitális letöltés | [ 117 ] |